# Octomeria praestans
Octomeria praestans é uma espécie de orquídea (Orchidaceae) originária do Brasil.